# 贝拉焦
贝拉焦（義大利語：Bellagio）是意大利科莫省的一个市镇。总面积26平方公里，人口3052人，人口密度117.4人/平方公里（2009年）。ISTAT代码为013019。贝拉焦半岛被认为是整个科莫湖最具标志性的地方。